# Ernst Lieb
Ernst Lieb (* 13. Januar 1898 in Stein am Rhein; † 5. Dezember 1989 in Schaffhausen, heimatberechtigt in Stein am Rhein) war ein Schweizer Politiker (BGB).

## Biografie
Ernst Lieb kam am 13. Januar 1898 in Stein am Rhein als Sohn des Teigwarenfabrikanten Hermann Lieb und der Frieda geborene Graf zur Welt. Lieb belegte ein Studium der Agronomie an der Eidgenössischen Technischen Hochschule Zürich, das er 1921 mit dem Erwerb des akademischen Grades eines Dipl.-Ing. agr. abschloss.
In unmittelbarer Folge war Lieb bis 1924 als Farmer in Argentinien, bis 1926 als Schätzungsexperte beim Schweizerischen Bauernsekretariat, bis 1928 im Auftrag des Völkerbunds als Präsident einer griechisch-bulgarischen Schätzungskommission und schliesslich von 1928 bis 1931 als Steuerkommissär im Kanton Schaffhausen tätig.
Im Jahr 1931 wurde Ernst Lieb, Mitglied der Bauernpartei beziehungsweise der BGB, innerhalb der er für Ausgleich sorgte, in den Schaffhauser Regierungsrat gewählt, dem er bis 1968 angehörte. Dort war er zunächst mit der Leitung des Polizei- und Sanitätsdepartements, ab 1936 des Bau- und Forstdepartements, betraut. Darüber hinaus vertrat er den Kanton in den Jahren 1947 bis 1963 im Ständerat.
In der Regierung förderte Ernst Lieb den Ausbau des kantonalen Straßennetzes und prägte die rasante Entwicklung im öffentlichen Hochbauwesen nach 1945. Als zäher Verhandlungspartner war er um Konsens mit seinem politischen Gegenspieler, Stadtpräsident Walther Bringolf, bemüht. Trotz seines Engagements für das Kraftwerk Rheinau, das die Mehrheit der Schaffhauser Bevölkerung ablehnte, wurde Ernst Lieb 1952 in einer Kampfwahl als Regierungsrat bestätigt.
Ernst Lieb heiratete im Jahr 1928 Hermine geborene Giger. Er verstarb am 5. Dezember 1989 knapp vor Vollendung seines 92. Lebensjahres in Schaffhausen.